# Gand-Wevelgem 2019
La Gand-Wevelgem 2019, ottantunesima edizione della corsa e valida come dodicesima prova dell'UCI World Tour 2019 categoria 1.UWT, si svolse il 31 marzo 2019 su un percorso di 251,5 km, con partenza da Deinze e arrivo a Wevelgem, in Belgio. La vittoria fu appannaggio del norvegese Alexander Kristoff, il quale completò il percorso in 5h26'08", alla media di 46,269 km/h, precedendo il tedesco John Degenkolb e il belga Oliver Naesen.
Sul traguardo di Wevelgem 78 ciclisti, su 175 partiti da Deinze, portarono a termine la competizione.

## Squadre e corridori partecipanti
| N.      | Cod. | Squadra               |
| ------- | ---- | --------------------- |
| 1-7     | BOH  | Bora-Hansgrohe        |
| 11-17   | DQT  | Deceuninck-Quick-Step |
| 21-27   | LTS  | Lotto Soudal          |
| 31-37   | ALM  | AG2R La Mondiale      |
| 41-47   | AST  | Astana Pro Team       |
| 51-57   | TBM  | Bahrain-Merida        |
| 61-67   | CPT  | CCC Team              |
| 71-77   | EF1  | EF Education First    |
| 81-87   | GFC  | Groupama-FDJ          |
| 91-97   | MTS  | Mitchelton-Scott      |
| 101-107 | MOV  | Movistar Team         |
| 111-117 | TDD  | Team Dimension Data   |
| 121-127 | TJV  | Team Jumbo-Visma      |

| N.      | Cod. | Squadra                    |
| ------- | ---- | -------------------------- |
| 131-137 | TKA  | Team Katusha Alpecin       |
| 141-147 | SKY  | Team Sky                   |
| 151-157 | SUN  | Team Sunweb                |
| 161-167 | TFS  | Trek-Segafredo             |
| 171-177 | UAD  | UAE Team Emirates          |
| 181-187 | COC  | Corendon-Circus            |
| 191-198 | WGG  | Wanty-Gobert Cycling Team  |
| 201-207 | SVB  | Sport Vlaanderen-Baloise   |
| 211-217 | WVA  | Wallonie Bruxelles         |
| 221-227 | COF  | Cofidis, Solutions Crédits |
| 231-237 | TDE  | Direct Énergie             |
| 241-247 | ROC  | Roompot-Charles            |

## Ordine d'arrivo (Top 10)
| Pos. | Corridore            | Squadra      | Tempo    |
| ---- | -------------------- | ------------ | -------- |
| 1    | Alexander Kristoff   | UAE          | 5h26'08" |
| 2    | John Degenkolb       | Trek         | s.t.     |
| 3    | Oliver Naesen        | AG2R         | s.t.     |
| 4    | Mathieu van der Poel | Corendon     | s.t.     |
| 5    | Danny van Poppel     | Jumbo        | s.t.     |
| 6    | Adrien Petit         | Direct       | s.t.     |
| 7    | Matteo Trentin       | Mitchelton   | s.t.     |
| 8    | Rüdiger Selig        | Bora         | s.t.     |
| 9    | Matej Mohorič        | Bahrain-Mer. | s.t.     |
| 10   | Jens Debusschere     | Katusha      | s.t.     |